# Zwerminktzwam
De zwerminktzwam (Coprinellus disseminatus, synoniem: Coprinus disseminatus) is een schimmel uit de familie Psathyrellaceae. Hij komt vooral voor in loofbossen. Vruchtlichamen groeien van de lente tot de herfst.

## Kenmerken

### Uiterlijke kenmerken
Hoed
De hoed is tot 20 mm breed en eikelvormig tot half bolvormig. Aanvankelijk is de paddenstoel geheel licht geelachtig bruin en bedekt met fijn, vezelig velum, maar later wordt de hoed gelig grijs. De hoed is gegroefd of gestreept, bijna tot de centrale schijf, daarom wordt de soort ook wel grijs streepklokje genoemd. Er zitten heel fijne haartjes op de hoed, die enkel met een loep goed te zien zijn.
Steel
De steel is, net als de hoed, geheel fijn behaard. De steel is 10-45 mm lang en 1-1,5 mm dik. Het is wit gekleurd en aanvankelijk een beetje gepoederd. Ten slotte is de steel teer.
Lamellen
De eerste crèmegrijze, later donkerbruine lamellen zitten vast aan de steel en hebben een gladde witte rand.
Geur
Deze paddenstoel heeft geen kenmerkende geur.

### Microscopische kenmerken
De gladde, elliptische sporen zijn 7-10 µm lang en 4-5 µm breed en hebben een duidelijke, centraal gelegen kiempore. De hoedhuid is hymeniform en heeft gedeeltelijk ingelegde cellen. Daartussen bevinden zich tot 200 µm lange, nauw cilindrische pileocystidia en hyfenachtige of kettingachtige strengen.

## Habitat
De zwerminktzwam is een zeer algemeen voorkomende soort die in grote aantallen te vinden is op stronken of dode stammen van loofbomen. Meestal in de herfst, maar het is mogelijk ze het jaar rond aan te treffen.

## Verspreiding
De zwerminktzwam is wijdverbreid als kosmopoliet in Noord-Amerika (oostelijk VS, Canada, Hawaï-eilanden) en Zuid-Amerika (Venezuela, Trinidad) evenals in Europa, Azië (Klein-Azië, Kaukasus, Japan) en Australië. In Europa strekt het gebied zich uit van Groot-Brittannië, de Benelux-landen en Frankrijk in het westen tot Estland, Polen, Hongarije en Rusland (Basjkortostan), in het zuiden tot Spanje, Corsica en Italië en in het noorden tot Fennoscandinavië. In Duitsland komt de soort overal voor. In Nederland komt hij algemeen voor. Hij is niet bedreigd en staat niet op de rode lijst.

## Foto's

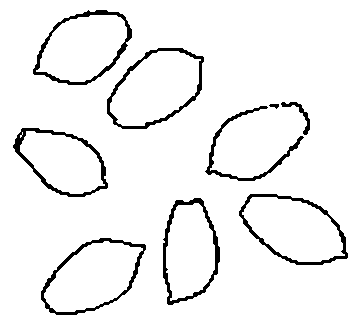
Sporen
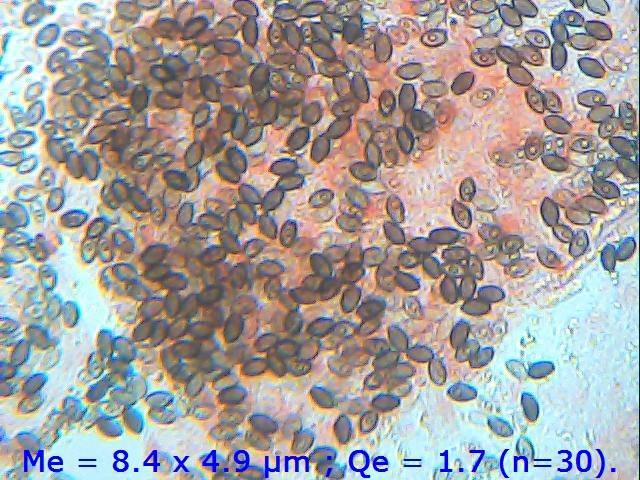
Sporen